# 南塘镇 (赣州市)
南塘镇，是中华人民共和国江西省赣州市赣县区下辖的一个乡镇级行政单位。

## 行政区划
南塘镇下辖以下地区：
南塘街社区、清溪村、劳田村、黄屋村、小溪村、岭脑村、南塘村、白溪村、都口村、大都村、道潭村、石院村、枫江村、维源村、石圳村、鹅坊村、田南村、黎源村、船埠村、澄藉村、官田村和桥溪村。

## 交通
- 京九铁路：南塘镇站